# فرودگاه مایاگوانا
فرودگاه مایاگوانا (به انگلیسی: Mayaguana Airport) یک فرودگاه با کد یاتا MYG است که یک باند فرود آسفالت دارد و طول باند آن ۲۲۲۴ متر است. این فرودگاه در کشور باهاما قرار دارد .

## شرکت‌های هواپیمایی و مقصدهای پروازی
| شرکت‌های هواپیمایی | مقصدهای پروازی |
| ----------------- | -------------- |
| Bahamasair        | لیندن پیندلینگ |